# Asclepias albicans
Asclepias albicans là một loài thực vật có hoa trong họ La bố ma. Loài này được S.Watson mô tả khoa học đầu tiên năm 1889.

## Hình ảnh

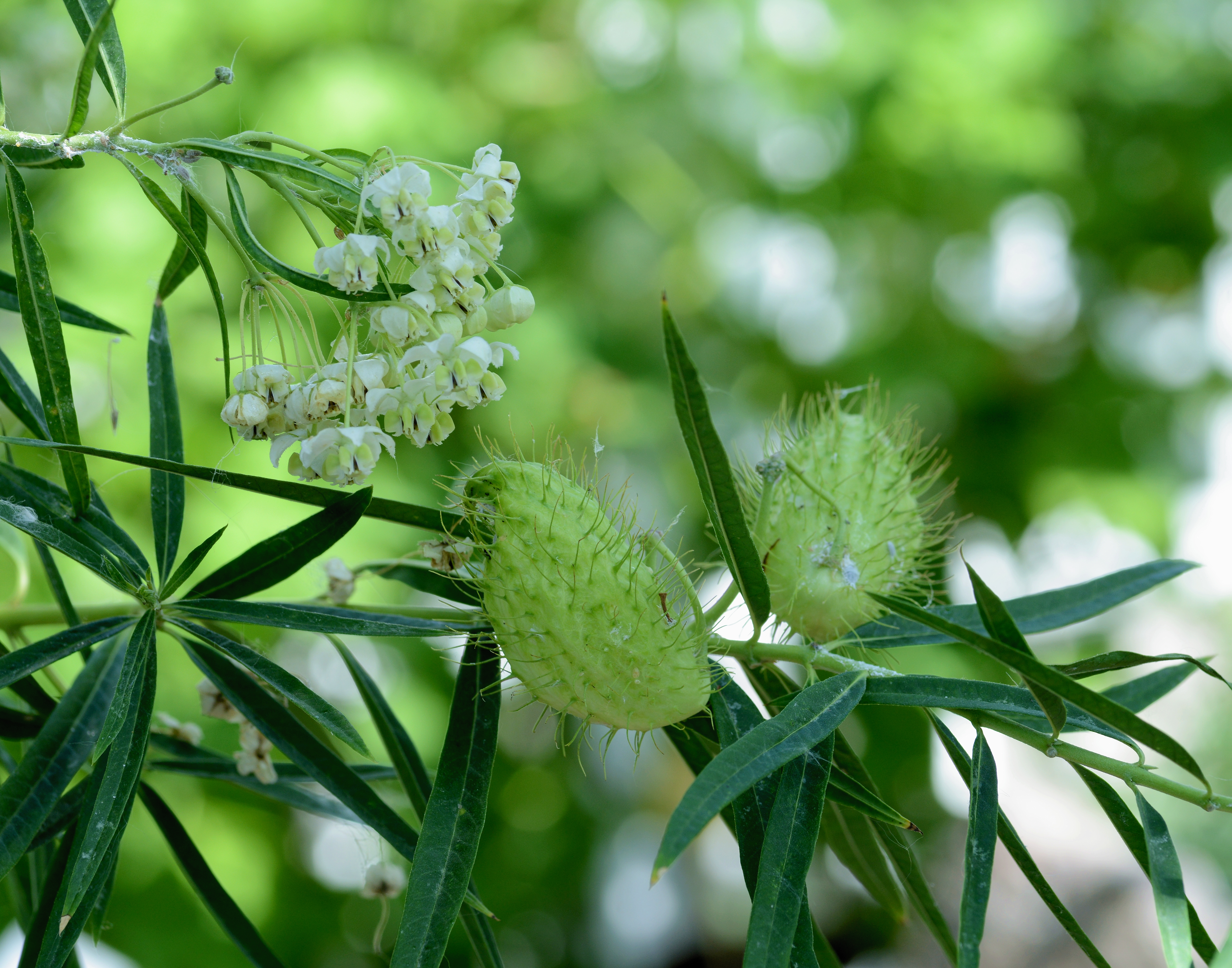
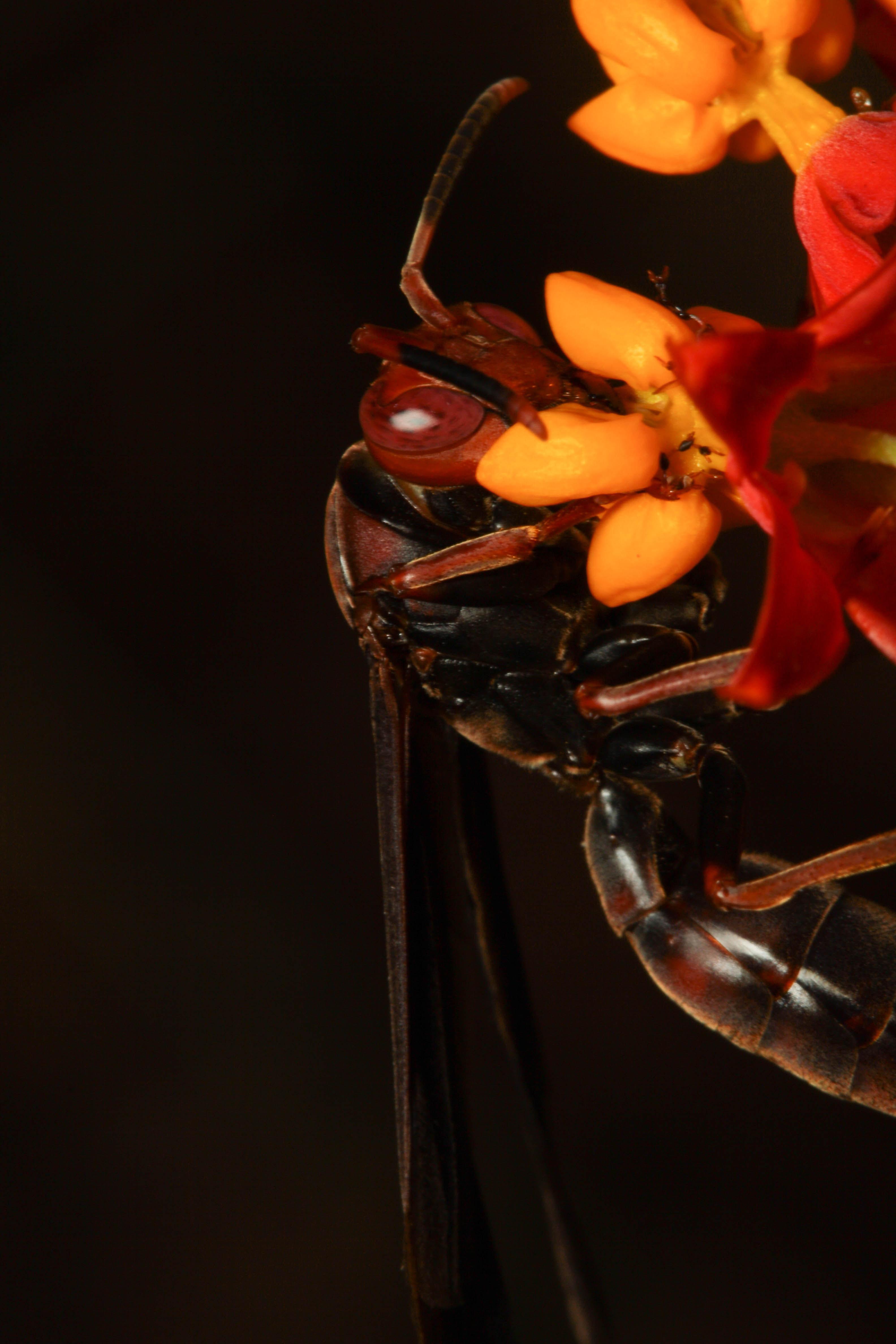